# Oecobius machadoi
Espèce
Oecobius machadoi est une espèce d'araignées aranéomorphes de la famille des Oecobiidae.

## Distribution
Cette espèce se rencontre au Portugal, en Espagne et au Maroc.

## Systématique et taxinomie
Cette espèce a été décrite par Wunderlich en 1995.

## Étymologie
Cette espèce est nommée en l'honneur d'António de Barros Machado.

## Publication originale
- Wunderlich, 1995 : « Zu Taxonomie und Biogeographie der Arten der Gattung Oecobius Lucas 1846, mit Neubeschreibungen aus der Mediterraneis und von der Arabischen Halbinsel (Arachnida: Araneae: Oecobiidae). » Beiträge zur Araneologie, vol. 4, p. 585-608.